# Daïra de Sidi Aïssa
La Daïra de Sidi Aissa est une circonscription administrative algérienne située dans la wilaya de M'Sila. Son chef-lieu est situé sur la commune éponyme de Sidi Aissa.
La daïra regroupe les trois communes de Sidi Aissa, Bouti Sayah et Beni Ilmane.